# Koprivnicko-križevecká župa
Koprivnicko-križevecká župa (chorvatsky Koprivničko-križevačka županija) je jedna z chorvatských žup. Leží na severu území a jejím hlavním městem je Koprivnica.

## Charakter župy
Na severu župa hraničí s Maďarskem; přirozenou hranicí je tu řeka Dráva, na západě s Mezimuřskou a s Varaždinskou župou, na jihu se Záhřebskou župou, na východě pak s Bjelovarsko-bilogorskou a Viroviticko-podrávskou župou. Její území je rovinaté, v polovině ho dělí pohoří Bilogora. Jih župy patří do povodí řeky Sávy (protéká tudy řeka Česma), sever pak do povodí Drávy. Župa má kvalitní silniční a železniční síť. Velmi významná je zde těžba ropy a zemního plynu.

## Města
- Koprivnica (hlavní)
- Križevci
- Đurđevac